# Karoo
El Karoo (una paraula de l'idioma Khoisan amb etimologia incerta) és un semidesert situat a Sud-àfrica. Conté dues subregions - el Gran Karoo al nord i el Petit Karoo al sud.

## Gran Karoo
Ocupa una superfície de més de 400.000 km². Geogràficament ha estat una gran conca interior des de fa 250 milions d'anys. Va patir glaciacions diverses vegades i hi va haver deltes interiors, mars, llacs i zones pantanoses. Hi ha grans dipòsits de carbó molt importants per l'economia sud-africana. També hi ha fòssils de rèptils i amfibis.
Els europeus s'establiren a la zona del Cap des de 1652 però no s'endinsaren al Karoo fins al segle xix. Abans d'això en els herbasssars del Karoo hi pasturaven grans ramats d'antílops i zebres entre d'altres. Els Khois i Bushmen hi vivien però no els Bantú, segurament perquè la zona no és apta per la ramaderia bovina. Amb l'arribada dels europeus la ramaderia ovina va degradar les pastures.
A mitjan segle XX es va fer la línia de ferrocarril del Karoo a Worcester al sud i més enllà.

Karoo Gallery
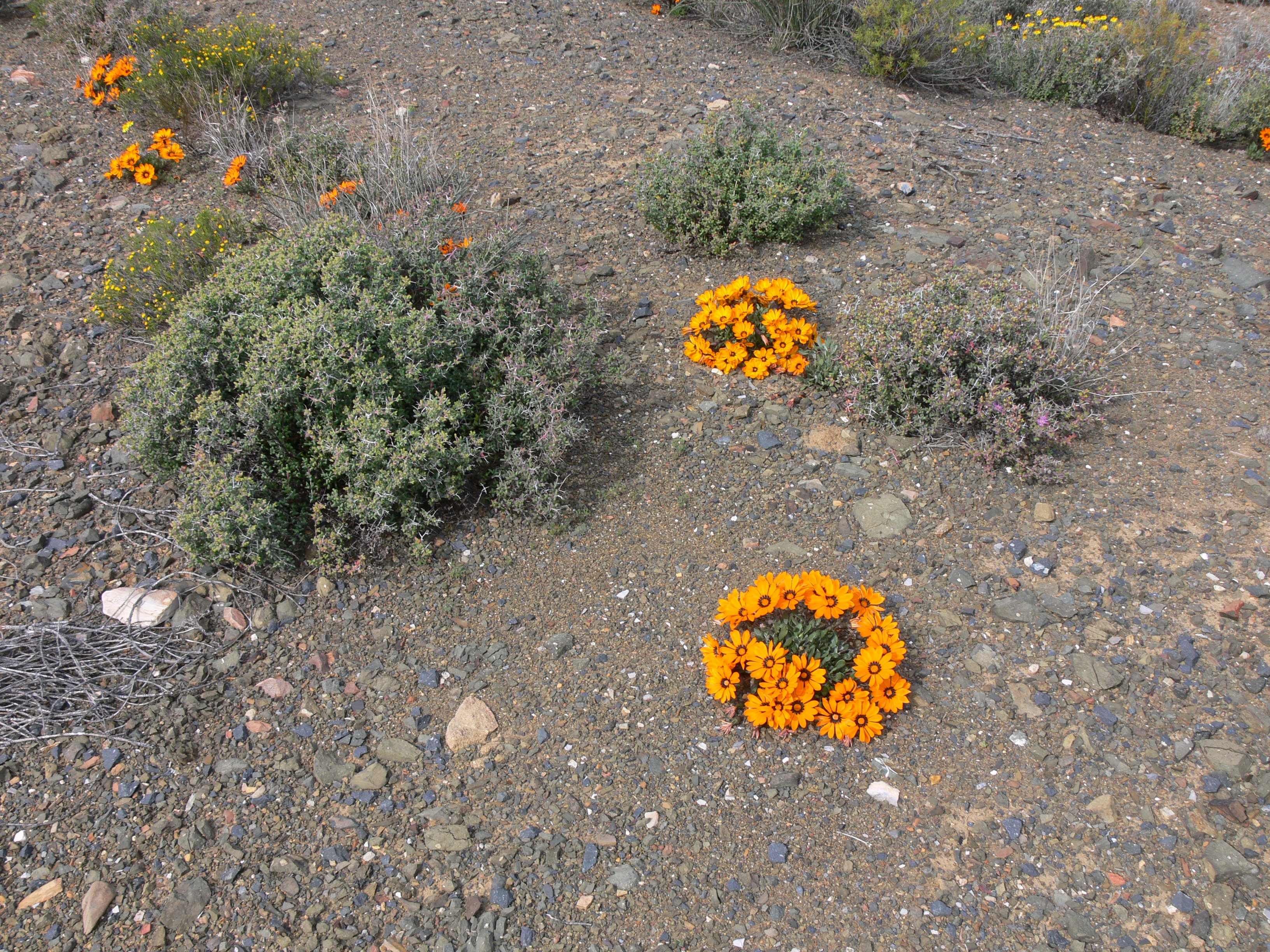
Karoo a la primavera prop de Laingsburg
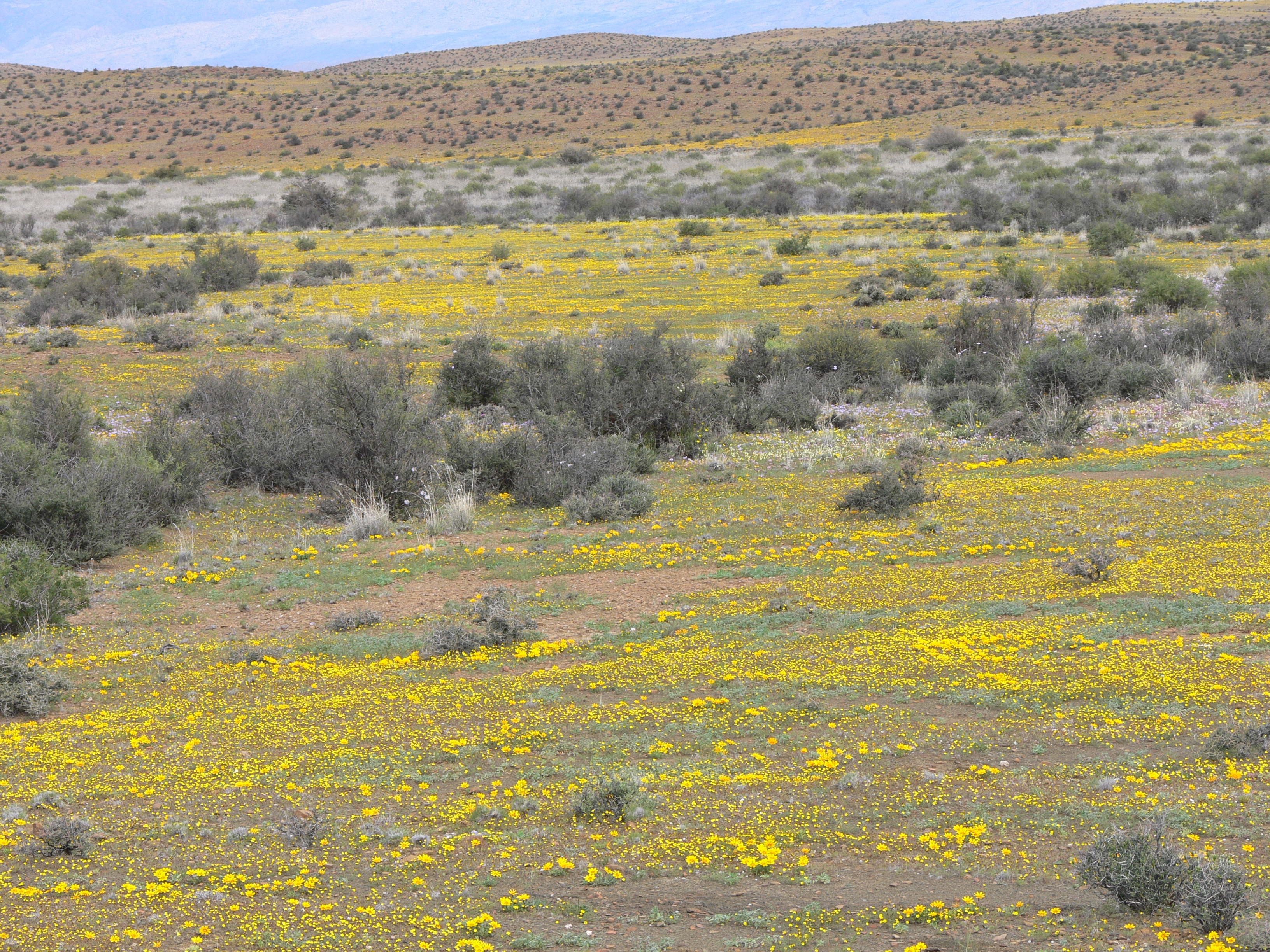
Karoo a la primavera prop de Laingsburg
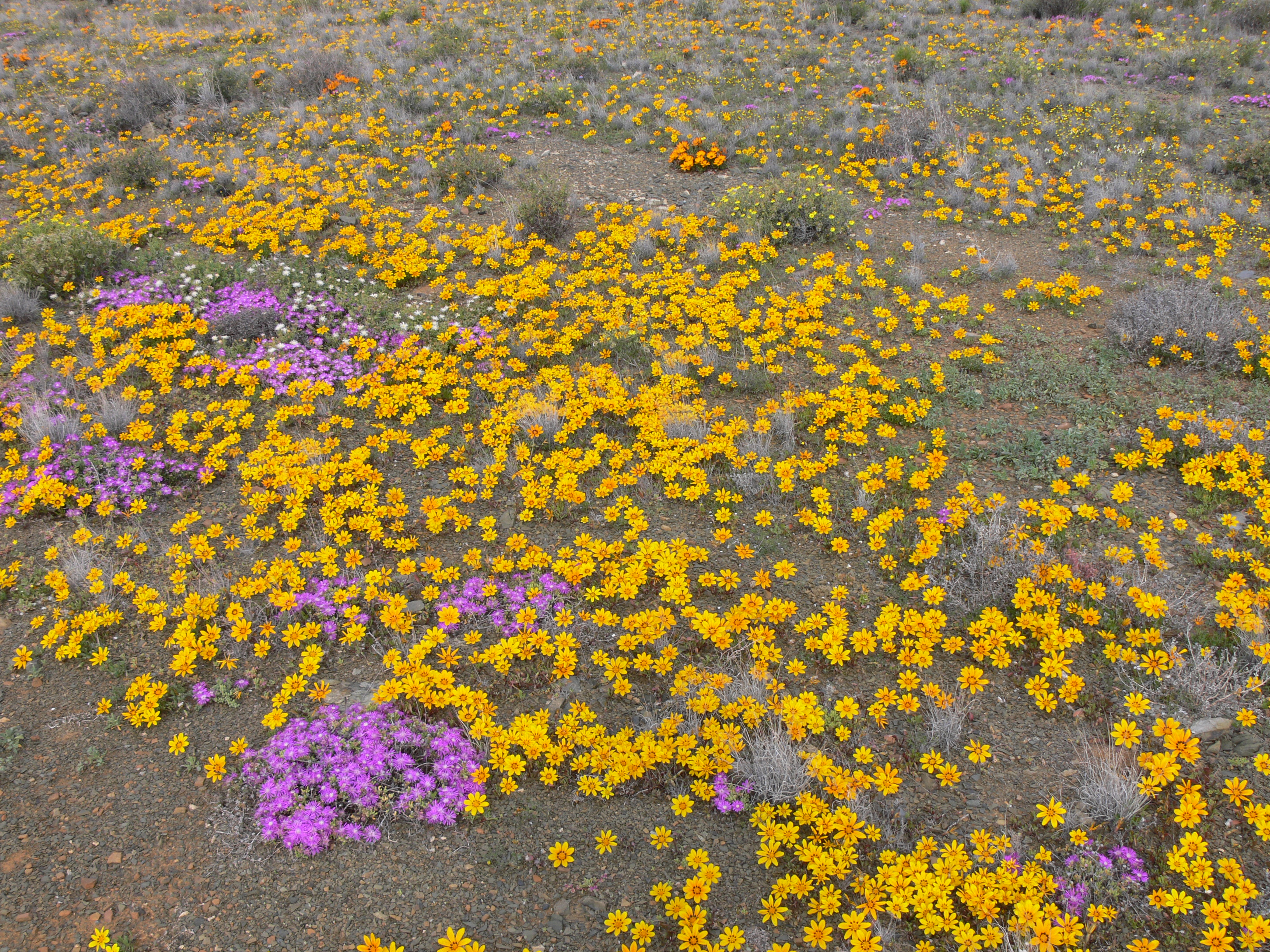
Karoo a la primavera prop de Laingsburg
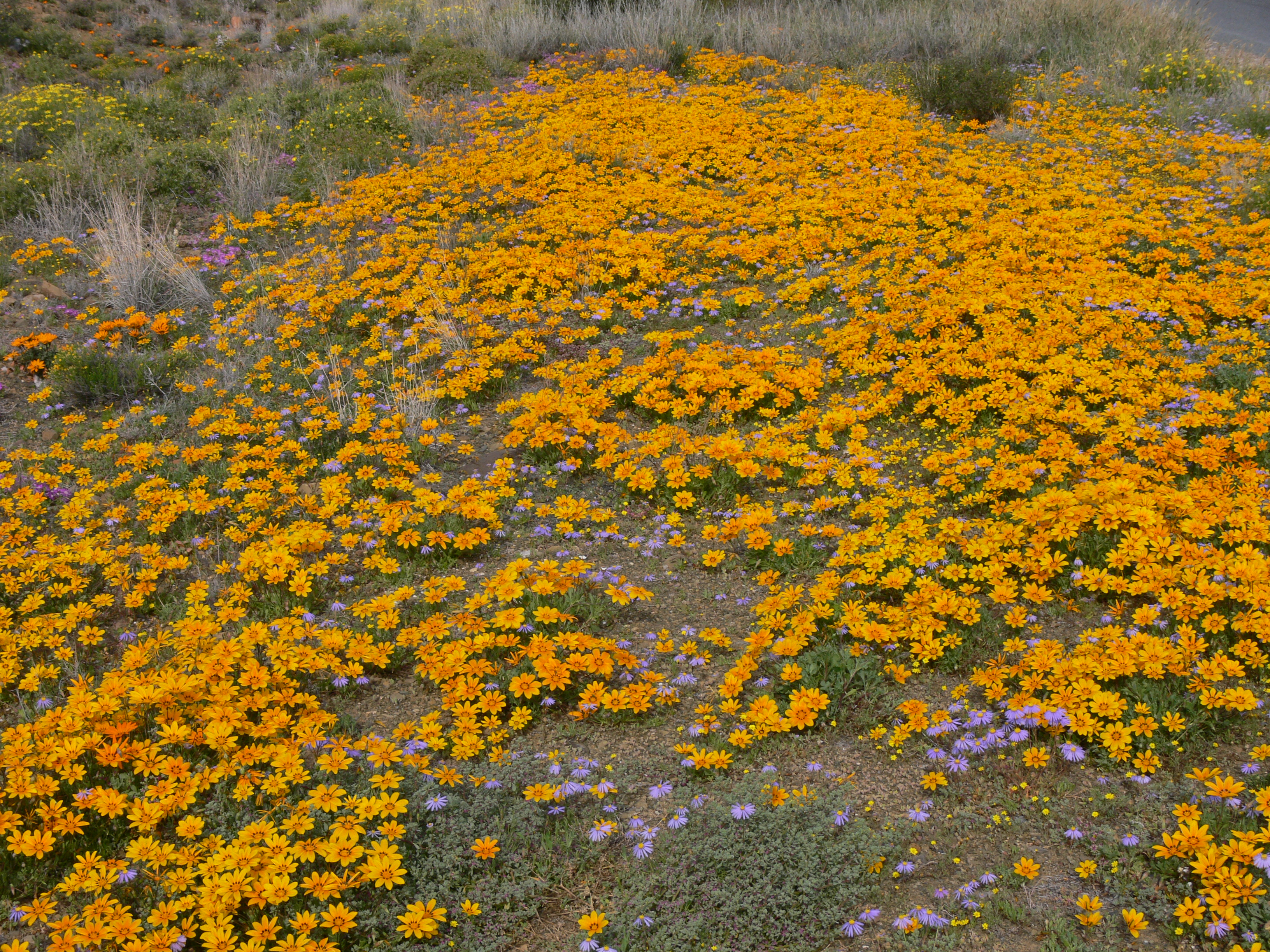
Karoo a la primavera prop de Laingsburg
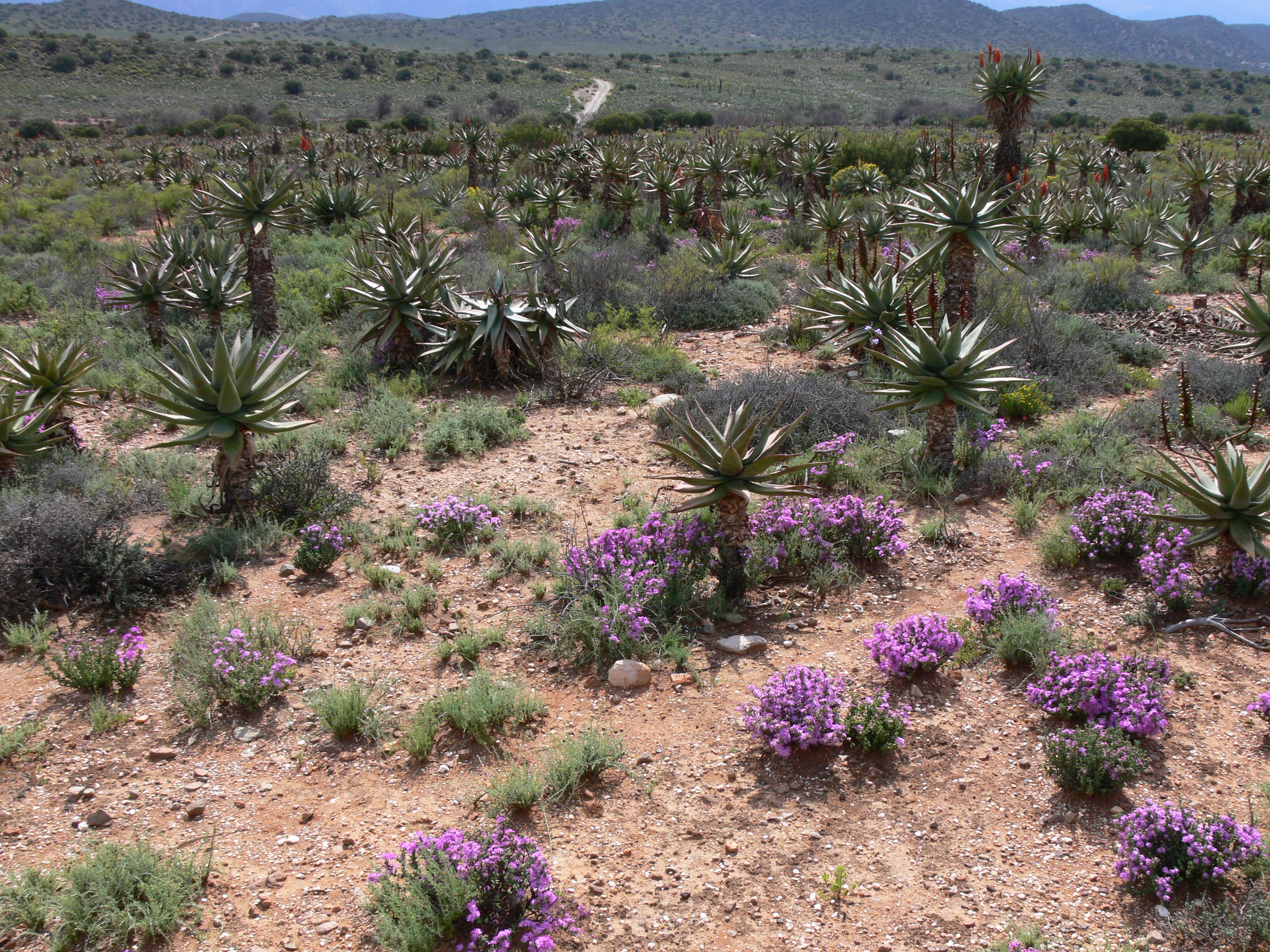
Karoo a la primavera prop de Willowmore
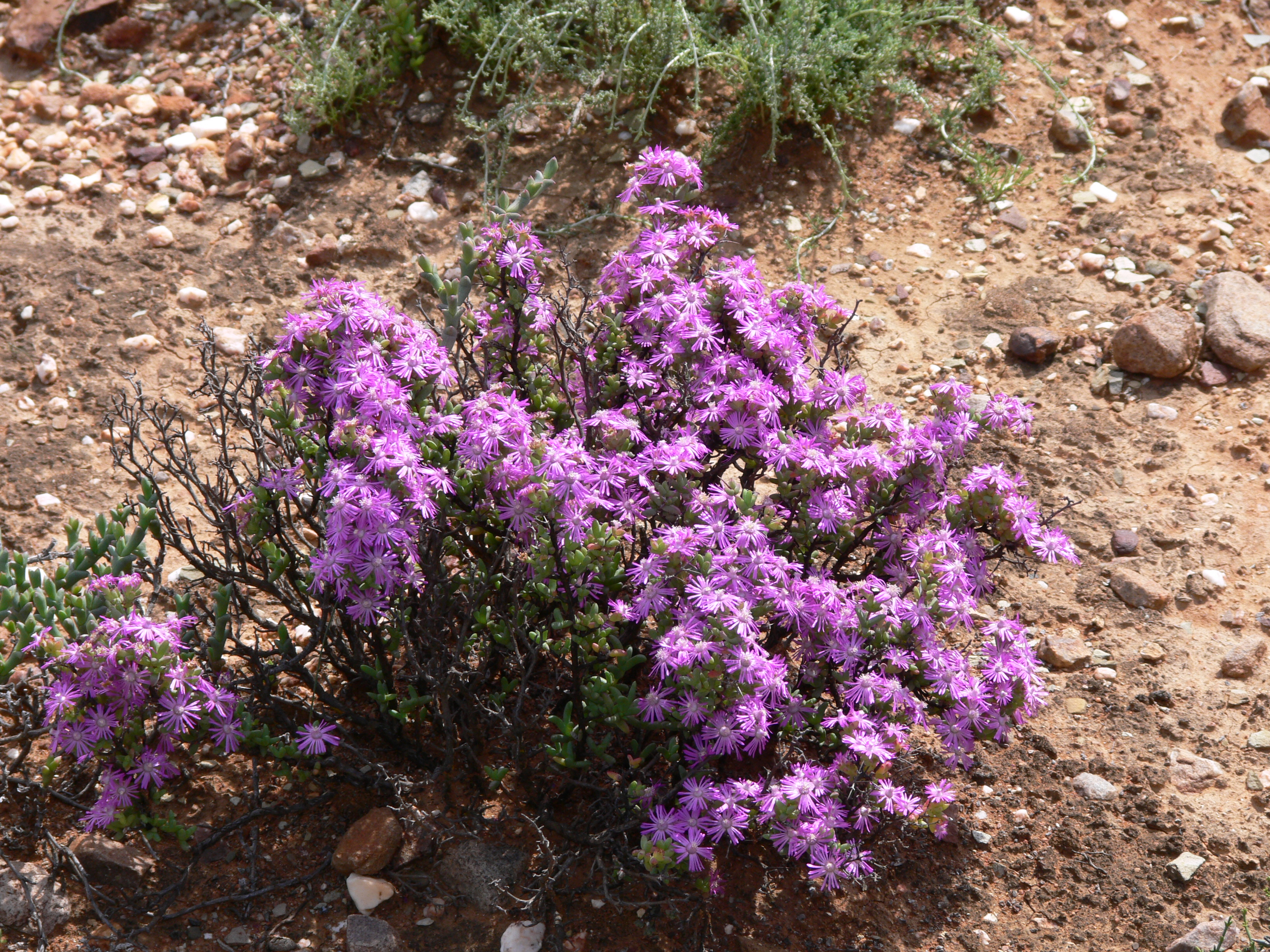
Karoo a la primavera prop de Willowmore
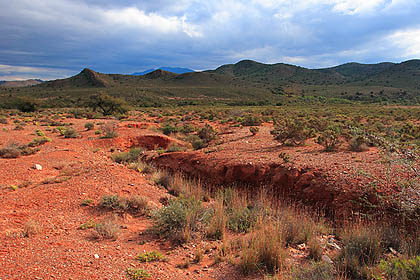
Paisatge del Karoo

## Petit Karoo
És més al sud i més petit. És una vall fèrtil limitada al nord per les muntanyes Swartberg, i al sud per les muntanyes Langeberg i Outeniqua. Cap a l'est es considera que el límit és la regió de Barrydale.
La principal ciutat és Oudtshoorn.